# 塘步镇
塘步镇，是中华人民共和国广西壮族自治区梧州市藤县下辖的一个乡镇级行政单位。

## 行政区划
塘步镇下辖以下地区：
富藤社区、南安社区、古祀村、金板村、大罗村、南安村、塘村、汗池村、缎洲村、龙安村、古佩村、沙田村、赤水村、孔良村、上赤村、大元村、六坊村和石塘村。